# Psamathe
Psamathe (altgriechisch Ψάμαθη Psámathē) ist eine Nereide der griechischen Mythologie.
Homer kennt sie im Rahmen seiner Aufzählung der Nereiden nicht, während sie Hesiod in seiner Theogonie aufzählt. Im Nereidenkatalog der Bibliotheke des Apollodor wird sie genannt. Ovid schmückt ihre Geschichte aus.
So ist sie die Mutter des Phokos, dessen Vater ist Aiakos. Sie bestraft den Peleus, der seinen Halbbruder Phokos ermordete, indem sie einen Wolf auf dessen Herden hetzt. Auf die Bitte der Thetis, der Gattin des Peleus, versteinert sie das Untier.